# Sébékoro
Sébékoro es una comuna o municipio del círculo de Kita de la región de Kayes, en Malí. En abril de 2009 tenía una población censada de 32 815 habitantes.
Se encuentra ubicada al oeste del país y al sureste de la región de Kayes, cerca de la frontera con República de Guinea y la región de Kulikoró.